# Paučje
Paučje je naselje u općini Levanjska Varoš u Osječko-baranjskoj županiji.   

## Zemljopis
Paučje se nalazi sjeverno od Levanjske Varoši. Susjedna naselja su Milinac i Breznica Đakovačka na jugu, Rozmajerovac i Stari Zdenkovac na zapadu, dok je na istoku jezero Borovik.

## Stanovništvo
Prema svjedočenju izravnih sudionika, tokom Drugog svjetskog rata, srpsko je stanovništvo sela u cijelosti iseljeno i sprovedeno u logore Jasenovac i Stara Gradiška. Sličnu su sudbinu doživjela i obližnja sela Veliko Nabrđe, Borovik i Čenkovo. Podaci Spomen područja Jasenovac pokazuju da je utvrđen identitet 350 osoba porijeklom iz Paučja stradalih u ustaškim logorima.
| broj stanovnika | 245   | 335   | 350   | 396   | 450   | 483   | 459   | 541   | 152   | 159   | 160   | 131   | 112   | 89    | 64    | 55    | 40    |
|                 | 1857. | 1869. | 1880. | 1890. | 1900. | 1910. | 1921. | 1931. | 1948. | 1953. | 1961. | 1971. | 1981. | 1991. | 2001. | 2011. | 2021. |

## Povijest
U Paučju je 1752. godine podignuta drvena srpska pravoslavna crkva posvećena svetom Georgiju koja je 1867. godine zamijenjena zidanom građevinom. Ustaške vlasti ovu su crkvu srušile 1942. godine. Obnova crkve je okončana 1991. godine ali već sljedeće godine je minirana i srušena do temelja. Crkva je ponovno obnovljena 2015. godine prvenstveno donacijama vjernika.